# 14e étape du Tour d'Italie 2018
Pour un article plus général, voir Tour d'Italie 2018.
La 14e étape du Tour d'Italie 2018 se déroule le samedi 19 mai 2018, entre San Vito al Tagliamento et Monte Zoncolan sur une distance de 186 km. Elle est classée dans la catégorie des étapes dites de « grande difficulté ».

## Résultats

### Classement de l'étape
| \| Classement de l'étape \| Classement de l'étape \| Classement de l'étape \| Classement de l'étape \| Classement de l'étape \| \| Coureur \| Coureur \| Pays \| Équipe \| Temps \| \| --------------------- \| --------------------- \| --------------------- \| ------------------------- \| --------------------- \| \| 1er \| Christopher Froome \| Royaume-Uni \| Team Sky \| 5 h 25 min 31 s \| \| 2e \| Simon Yates \| Royaume-Uni \| Mitchelton-Scott \| + 6 s \| \| 3e \| Domenico Pozzovivo \| Italie \| Bahrain-Merida \| + 23 s \| \| 4e \| Miguel Ángel López \| Colombie \| Astana \| + 25 s \| \| 5e \| Tom Dumoulin \| Pays-Bas \| Team Sunweb \| + 37 s \| \| 6e \| Thibaut Pinot \| France \| Groupama-FDJ \| + 42 s \| \| 7e \| Wout Poels \| Pays-Bas \| Team Sky \| + 1 min 07 s \| \| 8e \| Sébastien Reichenbach \| Suisse \| Groupama-FDJ \| + 1 min 19 s \| \| 9e \| Pello Bilbao \| Espagne \| Astana \| + 1 min 35 s \| \| 10e \| Michael Woods \| Canada \| EF Education First-Drapac \| + 1 min 43 s \| |                       |             |                           |                 |
| |                       |             |                           |                 |
| Source : ProCyclingStats |                       |             |                           |                 |
| Classement de l'étape |                       |             |                           |                 |
| Coureur | Coureur               | Pays        | Équipe                    | Temps           |
| 1er | Christopher Froome    | Royaume-Uni | Team Sky                  | 5 h 25 min 31 s |
| 2e | Simon Yates           | Royaume-Uni | Mitchelton-Scott          | + 6 s           |
| 3e | Domenico Pozzovivo    | Italie      | Bahrain-Merida            | + 23 s          |
| 4e | Miguel Ángel López    | Colombie    | Astana                    | + 25 s          |
| 5e | Tom Dumoulin          | Pays-Bas    | Team Sunweb               | + 37 s          |
| 6e | Thibaut Pinot         | France      | Groupama-FDJ              | + 42 s          |
| 7e | Wout Poels            | Pays-Bas    | Team Sky                  | + 1 min 07 s    |
| 8e | Sébastien Reichenbach | Suisse      | Groupama-FDJ              | + 1 min 19 s    |
| 9e | Pello Bilbao          | Espagne     | Astana                    | + 1 min 35 s    |
| 10e | Michael Woods         | Canada      | EF Education First-Drapac | + 1 min 43 s    |

### Points attribués
|   | Cycliste          | Pays   | Équipe                        | Points |
| - | ----------------- | ------ | ----------------------------- | ------ |
| 1 | Francesco Gavazzi | Italie | Androni Giocattoli-Sidermec   | 8      |
| 2 | Jacopo Mosca      | Italie | Wilier Triestina-Selle Italia | 4      |
| 3 | Valerio Conti     | Italie | UAE Emirates                  | 1      |

|   | Cycliste       | Pays       | Équipe                        | Points | Bonif |
| - | -------------- | ---------- | ----------------------------- | ------ | ----- |
| 1 | Jacopo Mosca   | Italie     | Wilier Triestina-Selle Italia | 8      | 3 s   |
| 2 | Laurent Didier | Luxembourg | Trek-Segafredo                | 4      | 2 s   |
| 3 | Enrico Barbin  | Italie     | Bardiani CSF                  | 1      | 1 s   |

- Sprint final de Monte Zoncolan (km 186) :

|    | Cycliste              | Pays        | Équipe                    | Points | Bonif |
| -- | --------------------- | ----------- | ------------------------- | ------ | ----- |
| 1  | Christopher Froome    | Royaume-Uni | Sky                       | 15     | 10 s  |
| 2  | Simon Yates           | Royaume-Uni | Mitchelton-Scott          | 12     | 6 s   |
| 3  | Domenico Pozzovivo    | Italie      | Bahrain-Merida            | 9      | 4 s   |
| 4  | Miguel Ángel López    | Colombie    | Astana                    | 7      |       |
| 5  | Tom Dumoulin          | Pays-Bas    | Sunweb                    | 6      |       |
| 6  | Thibaut Pinot         | France      | Groupama-FDJ              | 5      |       |
| 7  | Wout Poels            | Pays-Bas    | Sky                       | 4      |       |
| 8  | Sébastien Reichenbach | Suisse      | Groupama-FDJ              | 3      |       |
| 9  | Peio Bilbao           | Espagne     | Astana                    | 2      |       |
| 10 | Michael Woods         | Canada      | EF Education First-Drapac | 1      |       |

### Cols et côtes
|   | Cycliste          | Pays     | Équipe                      | Points |
| - | ----------------- | -------- | --------------------------- | ------ |
| 1 | Valerio Conti     | Italie   | UAE Emirates                | 7      |
| 2 | Francesco Gavazzi | Italie   | Androni Giocattoli-Sidermec | 4      |
| 3 | Enrico Barbin     | Italie   | Bardiani CSF                | 2      |
| 4 | Mads Pedersen     | Danemark | Trek-Segafredo              | 1      |

|   | Cycliste         | Pays       | Équipe                        | Points |
| - | ---------------- | ---------- | ----------------------------- | ------ |
| 1 | Matteo Montaguti | Italie     | AG2R La Mondiale              | 7      |
| 2 | Valerio Conti    | Italie     | UAE Emirates                  | 4      |
| 3 | Jacopo Mosca     | Italie     | Wilier Triestina-Selle Italia | 2      |
| 4 | Laurent Didier   | Luxembourg | Trek-Segafredo                | 1      |

|   | Cycliste          | Pays       | Équipe                        | Points |
| - | ----------------- | ---------- | ----------------------------- | ------ |
| 1 | Valerio Conti     | Italie     | UAE Emirates                  | 15     |
| 2 | Matteo Montaguti  | Italie     | AG2R La Mondiale              | 8      |
| 3 | Francesco Gavazzi | Italie     | Androni Giocattoli-Sidermec   | 6      |
| 4 | Enrico Barbin     | Italie     | Bardiani CSF                  | 4      |
| 5 | Laurent Didier    | Luxembourg | Trek-Segarfredo               | 2      |
| 6 | Jacopo Mosca      | Italie     | Wilier Triestina-Selle Italia | 1      |

|   | Cycliste         | Pays       | Équipe           | Points |
| - | ---------------- | ---------- | ---------------- | ------ |
| 1 | Valerio Conti    | Italie     | UAE Emirates     | 7      |
| 2 | Enrico Barbin    | Italie     | Bardiani CSF     | 4      |
| 3 | Matteo Montaguti | Italie     | AG2R La Mondiale | 2      |
| 4 | Laurent Didier   | Luxembourg | Trek-Segafredo   | 1      |

- Côte de Monte Zoncolan, 1re catégorie (km 186) :

|   | Cycliste              | Pays        | Équipe           | Points |
| - | --------------------- | ----------- | ---------------- | ------ |
| 1 | Christopher Froome    | Royaume-Uni | Sky              | 35     |
| 2 | Simon Yates           | Royaume-Uni | Mitchelton-Scott | 18     |
| 3 | Domenico Pozzovivo    | Italie      | Bahrain-Merida   | 12     |
| 4 | Miguel Ángel López    | Colombie    | Astana           | 9      |
| 5 | Tom Dumoulin          | Pays-Bas    | Sunweb           | 6      |
| 6 | Thibaut Pinot         | France      | Groupama-FDJ     | 4      |
| 7 | Wout Poels            | Pays-Bas    | Sky              | 2      |
| 8 | Sébastien Reichenbach | Suisse      | Groupama-FDJ     | 1      |

## Classements à l'issue de l'étape

### Classement général
| \| Classement général \| Classement général \| Classement général \| Classement général \| Classement général \| \| Coureur \| Coureur \| Pays \| Équipe \| Temps \| \| ------------------ \| ------------------ \| ------------------ \| ------------------ \| ------------------ \| \| 1er \| Simon Yates \| Royaume-Uni \| Mitchelton-Scott \| 61 h 19 min 51 s \| \| 2e \| Tom Dumoulin \| Pays-Bas \| Team Sunweb \| + 1 min 24 s \| \| 3e \| Domenico Pozzovivo \| Italie \| Bahrain-Merida \| + 1 min 37 s \| \| 4e \| Thibaut Pinot \| France \| Groupama-FDJ \| + 1 min 46 s \| \| 5e \| Christopher Froome \| Royaume-Uni \| Team Sky \| + 3 min 10 s \| \| 6e \| Miguel Ángel López \| Colombie \| Astana \| + 3 min 42 s \| \| 7e \| Richard Carapaz \| Équateur \| Movistar Team \| + 3 min 56 s \| \| 8e \| George Bennett \| Nouvelle-Zélande \| LottoNL-Jumbo \| + 4 min 04 s \| \| 9e \| Pello Bilbao \| Espagne \| Astana \| + 4 min 29 s \| \| 10e \| Patrick Konrad \| Autriche \| Bora-Hansgrohe \| + 4 min 43 s \| |                    |                  |                  |                  |
| |                    |                  |                  |                  |
| Source : ProCyclingStats |                    |                  |                  |                  |
| Classement général |                    |                  |                  |                  |
| Coureur | Coureur            | Pays             | Équipe           | Temps            |
| 1er | Simon Yates        | Royaume-Uni      | Mitchelton-Scott | 61 h 19 min 51 s |
| 2e | Tom Dumoulin       | Pays-Bas         | Team Sunweb      | + 1 min 24 s     |
| 3e | Domenico Pozzovivo | Italie           | Bahrain-Merida   | + 1 min 37 s     |
| 4e | Thibaut Pinot      | France           | Groupama-FDJ     | + 1 min 46 s     |
| 5e | Christopher Froome | Royaume-Uni      | Team Sky         | + 3 min 10 s     |
| 6e | Miguel Ángel López | Colombie         | Astana           | + 3 min 42 s     |
| 7e | Richard Carapaz    | Équateur         | Movistar Team    | + 3 min 56 s     |
| 8e | George Bennett     | Nouvelle-Zélande | LottoNL-Jumbo    | + 4 min 04 s     |
| 9e | Pello Bilbao       | Espagne          | Astana           | + 4 min 29 s     |
| 10e | Patrick Konrad     | Autriche         | Bora-Hansgrohe   | + 4 min 43 s     |

### Classement du meilleur jeune
| Classement du meilleur jeune | Classement du meilleur jeune | Classement du meilleur jeune | Classement du meilleur jeune | Classement du meilleur jeune |
| Coureur                      | Coureur                      | Pays                         | Équipe                       | Temps                        |
| ---------------------------- | ---------------------------- | ---------------------------- | ---------------------------- | ---------------------------- |
| 1er                          | Miguel Ángel López           | Colombie                     | Astana                       | 61 h 23 min 33 s             |
| 2e                           | Richard Carapaz              | Équateur                     | Movistar Team                | + 14 s                       |
| 3e                           | Ben O'Connor                 | Australie                    | Dimension Data               | + 2 min 00 s                 |
| 4e                           | Sam Oomen                    | Pays-Bas                     | Team Sunweb                  | + 2 min 15 s                 |
| 5e                           | Maximilian Schachmann        | Allemagne                    | Quick-Step Floors            | + 5 min 19 s                 |
| 6e                           | Valerio Conti                | Italie                       | UAE Team Emirates            | + 15 min 01 s                |
| 7e                           | Fausto Masnada               | Italie                       | Androni Giocattoli-Sidermec  | + 17 min 45 s                |
| 8e                           | Jack Haig                    | Australie                    | Mitchelton-Scott             | + 32 min 25 s                |
| 9e                           | Matej Mohorič                | Slovénie                     | Bahrain-Merida               | + 34 min 28 s                |
| 10e                          | Felix Großschartner          | Autriche                     | Bora-Hansgrohe               | + 44 min 04 s                |

### Classement aux points
| Classement par points | Classement par points | Classement par points | Classement par points         | Classement par points |
| Coureur               | Coureur               | Pays                  | Équipe                        | Points                |
| --------------------- | --------------------- | --------------------- | ----------------------------- | --------------------- |
| 1er                   | Elia Viviani          | Italie                | Quick-Step Floors             | 237 pts               |
| 2e                    | Sam Bennett           | Irlande               | Bora-Hansgrohe                | 197 pts               |
| 3e                    | Simon Yates           | Royaume-Uni           | Mitchelton-Scott              | 98 pts                |
| 4e                    | Sacha Modolo          | Italie                | EF Education First-Drapac     | 94 pts                |
| 5e                    | Davide Ballerini      | Italie                | Androni Giocattoli-Sidermec   | 90 pts                |
| 6e                    | Marco Frapporti       | Italie                | Androni Giocattoli-Sidermec   | 89 pts                |
| 7e                    | Danny van Poppel      | Pays-Bas              | LottoNL-Jumbo                 | 89 pts                |
| 8e                    | Niccolò Bonifazio     | Italie                | Bahrain-Merida                | 68 pts                |
| 9e                    | Eugert Zhupa          | Albanie               | Wilier Triestina-Selle Italia | 64 pts                |
| 10e                   | Enrico Battaglin      | Italie                | LottoNL-Jumbo                 | 59 pts                |

### Classement du meilleur grimpeur
| Classement de la montagne | Classement de la montagne | Classement de la montagne | Classement de la montagne   | Classement de la montagne |
| Coureur                   | Coureur                   | Pays                      | Équipe                      | Points                    |
| ------------------------- | ------------------------- | ------------------------- | --------------------------- | ------------------------- |
| 1er                       | Simon Yates               | Royaume-Uni               | Mitchelton-Scott            | 76 pts                    |
| 2e                        | Esteban Chaves            | Colombie                  | Mitchelton-Scott            | 47 pts                    |
| 3e                        | Thibaut Pinot             | France                    | Groupama-FDJ                | 40 pts                    |
| 4e                        | Christopher Froome        | Royaume-Uni               | Team Sky                    | 35 pts                    |
| 5e                        | Fausto Masnada            | Italie                    | Androni Giocattoli-Sidermec | 35 pts                    |
| 6e                        | Valerio Conti             | Italie                    | UAE Team Emirates           | 33 pts                    |
| 7e                        | Matteo Montaguti          | Italie                    | AG2R La Mondiale            | 29 pts                    |
| 8e                        | Domenico Pozzovivo        | Italie                    | Bahrain-Merida              | 28 pts                    |
| 9e                        | Richard Carapaz           | Équateur                  | Movistar Team               | 23 pts                    |
| 10e                       | Giulio Ciccone            | Italie                    | Bardiani CSF                | 22 pts                    |

### Classements par équipes
| Classement par équipes | Classement par équipes | Classement par équipes | Classement par équipes |
| Équipe                 | Équipe                 | Pays                   | Temps                  |
| ---------------------- | ---------------------- | ---------------------- | ---------------------- |
| 1re                    | Sky                    | Royaume-Uni            | 184 h 15 min 54 s      |
| 2e                     | Astana                 | Kazakhstan             | + 2 min 46 s           |
| 3e                     | Mitchelton-Scott       | Australie              | + 6 min 51 s           |
| 4e                     | UAE Team Emirates      | Émirats arabes unis    | + 18 min 59 s          |
| 5e                     | Movistar Team          | Espagne                | + 23 min 01 s          |
| 6e                     | Groupama-FDJ           | France                 | + 27 min 59 s          |
| 7e                     | AG2R La Mondiale       | France                 | + 30 min 24 s          |
| 8e                     | Bora-Hansgrohe         | Allemagne              | + 30 min 24 s          |
| 9e                     | Dimension Data         | Afrique du Sud         | + 32 min 07 s          |
| 10e                    | Team Sunweb            | Allemagne              | + 33 min 10 s          |

| Classement par équipes | Classement par équipes | Classement par équipes | Classement par équipes |
| Équipe                 | Équipe                 | Pays                   | Temps                  |
| ---------------------- | ---------------------- | ---------------------- | ---------------------- |
| 1re                    | Sky                    | Royaume-Uni            | 184 h 15 min 54 s      |
| 2e                     | Astana                 | Kazakhstan             | + 2 min 46 s           |
| 3e                     | Mitchelton-Scott       | Australie              | + 6 min 51 s           |
| 4e                     | UAE Team Emirates      | Émirats arabes unis    | + 18 min 59 s          |
| 5e                     | Movistar Team          | Espagne                | + 23 min 01 s          |
| 6e                     | Groupama-FDJ           | France                 | + 27 min 59 s          |
| 7e                     | AG2R La Mondiale       | France                 | + 30 min 24 s          |
| 8e                     | Bora-Hansgrohe         | Allemagne              | + 30 min 24 s          |
| 9e                     | Dimension Data         | Afrique du Sud         | + 32 min 07 s          |
| 10e                    | Team Sunweb            | Allemagne              | + 33 min 10 s          |

| Classement par équipes aux points | Classement par équipes aux points | Classement par équipes aux points | Classement par équipes aux points |
| Équipe                            | Équipe                            | Pays                              | Points                            |
| --------------------------------- | --------------------------------- | --------------------------------- | --------------------------------- |

| Classement par équipes aux points | Classement par équipes aux points | Classement par équipes aux points | Classement par équipes aux points |
| Équipe                            | Équipe                            | Pays                              | Points                            |
| --------------------------------- | --------------------------------- | --------------------------------- | --------------------------------- |

## Abandons
- 101 -  Tim Wellens (Lotto Fix All) : non-partant
- 152 -  Thomas Scully (EF Education First-Drapac) : non-partant